# Jemaat Moul Blad
Jemaat Moul Blad (àrab: جمعة مول البلاد, Jamʿat Mūl al-Blād; amazic estàndard marroquí: ⵊⵎⵄⵜ ⵎⵓⵍ ⵍⴱⵍⴰⴷ, Jmℇt Mul Lblad) és una comuna rural de la província de Khémisset, a la regió de Rabat-Salé-Kenitra, al Marroc. Segons el cens de 2014 tenia una població total de 5.619 persones.